# موتور پمپ عشایری گروه ۱۱۱
موتور پمپ عشایری گروه ۱۱۱ یک منطقهٔ مسکونی در ایران است که در دهستان ارزوئیه واقع شده‌است. موتور پمپ عشایری گروه ۱۱۱ ۴۰ نفر جمعیت دارد.